# ヒュメナイオス
ヒュメナイオス（古希: Ὑμέναιος, Hymenaios, 英語: Hymenaeus）とは、ギリシア神話における結婚の祝祭の神で、祝宴、賛美歌や祝婚歌などの歌を祝する。ヒュメーン (古希: Ὑμήν, Hymēn) とも言う。
この神の名に関連するヒュメナイオスとは、新郎新婦を新居まで送る古代ギリシアの結婚行進歌のことであり、そこで歌われる反復句"ヒュメン・ヒュメナイ・オー"または"ヒュメン・ヒュメナイエ"がいつの間にか神への呼びかけと解釈され、結婚を司る神になったとされている。彼は、翼を持つ愛の神エロース達の一柱である。
ヒュメナイオスは、アポローンとムーサ達の一柱（クレイオー、カリオペー、ウーラニアー、テルプシコラーの誰か）との間に生まれた息子とされている。

## 語源
Hymenという名前は、インド・ヨーロッパ祖語の*syuh₁-men-（一緒に縫う）から「喜んで参加する者」として派生したもので、古代ギリシア語ではῩ̔μᾱ́ν (Hyman)として記録されている。英単語のhymenにはヒュメーンと処女膜の2つの意味があるが、後者はギリシア語の膜に由来するものでヒュメナイオスと直接の関係はない（ただし民間語源では関連があるとされる場合もある）。

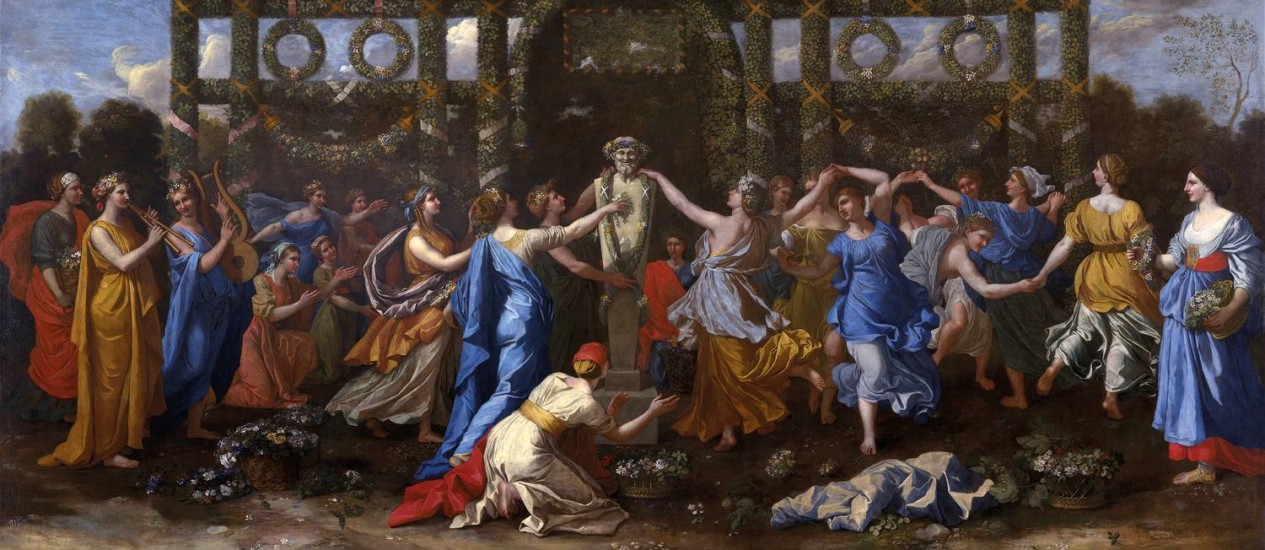
ニコラ・プッサン画『女性に扮してプリアプスに供物を捧げるヒュメナイオス』1634年、サンパウロ美術館所蔵

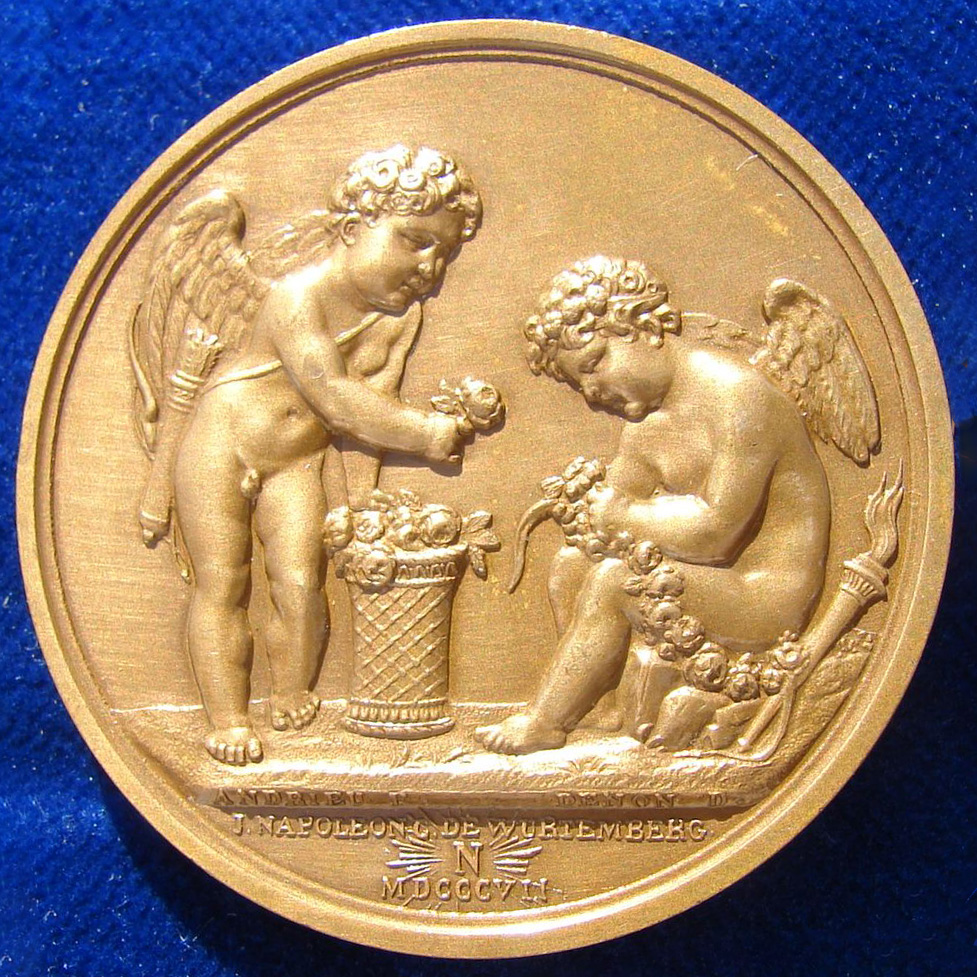
キューピッド(左)とヒュメナイオス(右、松明あり)が刻印された、1807年の記念硬貨。ナポレオンの末弟ジェローム・ボナパルトとカタリーナ・フォン・ヴュルテンベルク王女との結婚を祝したもの。

## 役割と表現
ヒュメナイオスはすべての結婚式に現れ、もし現れなければその結婚の悲劇性が証明されるだろうと考えられていた。そのため、ギリシアの人々はヒュメナイオスの名を声を出して呼びまわった。ギリシア神話で彼は、すべての神とその子供たちのため、多数の結婚式の司会を務めた。
ヒュメナイオスは、ガイウス・ウァレリウス・カトゥルスによって広められた起源不明な古代ギリシアの結婚歌「ヒュメン･オー・ヒュメナイエ、ヒュメン(Hymen o Hymenae, Hymen)」の中で祝されている。
少なくともイタリアのルネサンス以降、ヒュメナイオスは芸術上において、頭に花冠を付け、片手に燃える松明を持った若者の姿で表現される。

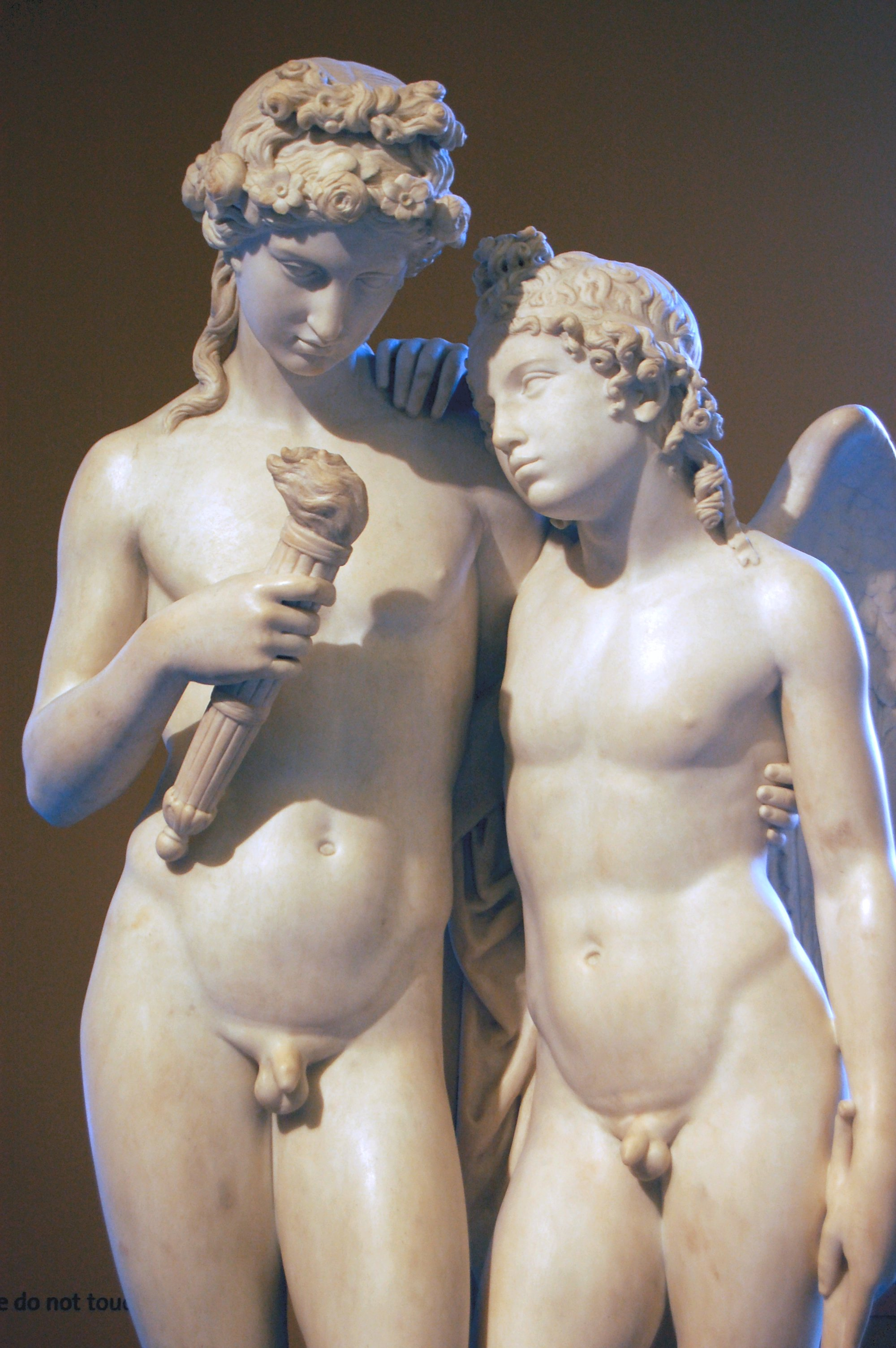
ジョージ・レニー制作の彫刻『ヒュメナイオスの松明を再び燃え盛らせるキューピッド』

## 言及
ヒュメナイオスは、エウリピデス著『トロイアの女』の作中で言及されており、そこでカッサンドラは次のように語っている。
ヒュメナイオスはまた、ウェルギリウスの『アエネーイス』およびウィリアム・シェイクスピアの戯曲7作品（ハムレット、テンペスト、空騒ぎ、タイタス・アンドロニカス、ペリクリーズ、アテネのタイモン、お気に召すまま）でも言及されている。『お気に召すまま』の最後で、ヒュメナイオス（ハイメン）はカップルたちに列席して次のように告げる。
W.S.ギルバートとA.サリバンによる喜歌劇『軍艦ピナフォア』作中にヒュメナイオスの歌がある。他にも、紀元前7世紀から紀元前6世紀の詩人サッポーの詩にもヒュメナイオスが登場する。
ヒュメナイオスは、一般的にアポローンとムーサ達の一柱との間に生まれた息子とされる。セネカの悲劇『メデア』では、ディオニソスの息子だと書かれている。それ以外の伝説的な起源を述べる物語もある。ヘーシオドス作とされる『名婦列伝 (Megalai Ehoiai) 』の現存する一節は、マグネースが「とても美しい子ヒュメナイオスをもった。アポローンはその子を見て、好きになり、マグネースの家をなかなか去ろうとしなかった」と伝えている。
アリストパネスの『平和』は、農夫トリュガイオスと聖歌隊が結婚歌を歌うところで終幕し、そこでは"オー・ヒュメン、オー・ヒュメナイエ"のフレーズが繰り返される。
ヒュメナイオスは、サッカレーの『虚栄の市』第20章でも言及されている。
1921年のヒルダ・ドゥリトルの詩集『Hymen』は、花嫁になる古代ギリシア女性の儀式を想像して作られた長大な詩である。

## 後世作品
後のロマンス作品では、ヒュメナイオスは素晴らしい美貌の持ち主だが生まれは下層階級のアテーナイの若者として登場し、町の裕福な男の娘に恋をする。ヒュメナイオスは身分の違いから彼女に話しかけることも求愛することもできず、しかたなく彼女の後をつけ回す。
ヒュメナイオスは女性しか行くことを許されないエレウシースの秘儀への行列に女装して参加する。しかし一行は海賊の捕虜になる。ヒュメナイオスは女性たちを励まし一緒に計略を練る。そして、海賊たちを全員で殺害する。それからヒュメナイオスは、女性たちの誰かと結婚することを条件に女性たちをアテーナイに連れて帰り自由にする。ヒュメナイオスは約束を果たし結婚するが、その結婚式はアテーナイ市民がヒュメナイオスを賞賛する祭と重なってとても幸せなものとなった。
このヒュメナイオスはニカイアによって殺害される。